# 143 км (колійний пост)
Колійний пост 143 км (сто сорок третій кілометр) — колійний пост (до 2012 року — роз'їзд Боярський) Південної залізниці. Розташований на лінії Гребінка — Ромодан, поблизу села Світанок.

## Історія
Роз'їзд Боярський був відкритий 1929 року на вже існуючій лінії Київ — Полтава. 1996 року роз'їзд було електрифіковано в рамках електрифікації ділянки Гребінка — Лубни. Протягом 1995—1999 років електрифіковано і всю лінію до Полтави. З 2010 року перетворений на станцію. Після прокладання другої колії 2012 року перетворений на колійний пост і перейменований на 143 км.